# Artzi
Artzi (hiszp.: Arce) – gmina w Hiszpanii, w Nawarze, o powierzchni 145,34 km². W 2011 roku gmina liczyła 260 mieszkańców.